# Million Miles Away
Million Miles Away — пісня американського панк-рок гурту The Offspring видана 26 червня 2001 року на лейблі Columbia. Пісня є п'ятим треком на їхньому шостому альбомі Conspiracy of One (2000) і була представлена як третій сингл цього альбому. Проте пісня Million Miles Away не була включена ні у збірку найкращих хітів гурту Greatest Hits (2005) ні у збірку Complete Music Video Collection (2005). Є саундтреком до трейлеру фільму Країна чудіїв.
Пісня Sin City, яка записана на стороні В, цього синглу є кавером на пісню гурту AC/DC. Вона також є на платівці Happy Hour!, яка була спеціально видана для Японії.
Обкладинку альбому намалював Алан Форбс.

## Список треків

### Версія 1
| #  | Назва                                 | Тривалість |
| -- | ------------------------------------- | ---------- |
| 1. | «Million Miles Away»                  | 3:40       |
| 2. | «Sin City (AC/DC Cover)»              | 4:33       |
| 3. | «Staring at the Sun (Live)»           | 2:26       |
| 4. | «Million Miles Away (CD Extra Video)» | 3:40       |

### Версія 2
| #  | Назва                                   | Тривалість |
| -- | --------------------------------------- | ---------- |
| 1. | «Million Miles Away»                    | 3:40       |
| 2. | «Dammit, I Changed Again (Live)»        | 2:54       |
| 3. | «Sin City»                              | 4:33       |
| 4. | «Want You Bad (Blag Dahlia Mix)»        | 3:15       |
| 5. | «Million Miles Away (Apollo 440 Remix)» | 4:02       |

### Версія 3
| #  | Назва                            | Тривалість |
| -- | -------------------------------- | ---------- |
| 1. | «Million Miles Away»             | 3:42       |
| 2. | «Dammit, I Changed Again (Live)» | 2:54       |
| 3. | «Bad Habit (Live)»               | 3:59       |

## Відео
На пісню не було знято повноцінного відеокліпу. Замість цього був записаний концерни виступ колективу на Вемблі Арені під час виконання цієї пісні, а потом на нього наклали студійний запис пісні. Такая ситуація може бути пояснена тим, що сингл не мав значного успіху.

## Реакція
Пісня є досить популярною серед прихильників Offspring, які часто називають її найкращої з усіх пісень альбому Conspiracy of One, не зважаючи на те, що це був тільки третій сингл з нього. Можливо це пов'язано з тим, що пісня не є такою «попсовою», у порівнянні з попередніми двома синглами з цього альбому. Пісня досить рідко виконуються гуртом на концертах, і є одним є найменш відомих синглів Offspring.

## Чарти
| Чарт                | Найвище місце |
| ------------------- | ------------- |
| ARIA Charts         | 52            |
| Polish Music Charts | 45            |
| Switzerland Charts  | 97            |
| UK Singles Chart    | 21            |